# Acanthopleura vaillantii
Acanthopleura vaillantii är en blötdjursart som beskrevs av de Rochebrune 1882. Acanthopleura vaillantii ingår i släktet Acanthopleura och familjen Chitonidae. Inga underarter finns listade i Catalogue of Life.